# James W. Gerard

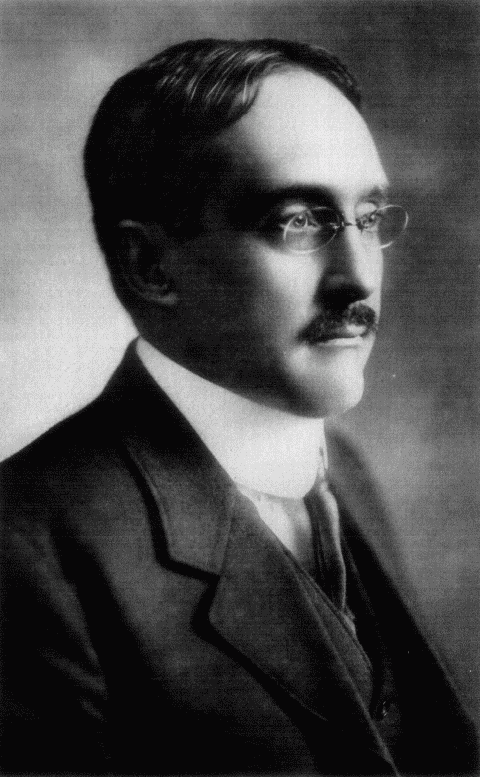
James W. Gerard

James Watson Gerard (* 25. August 1867 in Geneseo, New York; † 6. September 1951 in Southampton, Long Island, New York) war ein US-amerikanischer Diplomat und Jurist. Von 1913 bis 1917 amtierte er als Botschafter der Vereinigten Staaten in Deutschland.

## Leben
1890 absolvierte Gerard die Columbia University und 1902 schloss er die Columbia Law School ab. Danach war er für vier Jahre Vorsitzender des Democratic campaign Committee of New York County und fungierte vier Jahre als Major der Nationalgarde des Staates New York. 
1908 erhielt er das Amt eines Richters am New York Supreme Court, das er bis 1911 bekleidete. 1913 wurde er als Botschafter der Vereinigten Staaten nach Berlin entsandt. Er folgte auf John George Alexander Leishman.
Während seiner Auslandstätigkeit setzten die Vorsitzenden der Demokratischen Partei im Bundesstaat New York beim Parteikonvent 1914 die Nominierung  Gerards als Kandidaten für das Amt des Senators für den Bundesstaat im Kongress durch. Bei der parteiinternen Vorabstimmung setzte sich Gerard unter anderem gegen den damaligen Staatssekretär im Marineministerium Franklin D. Roosevelt durch. Bei der nachfolgenden Wahl unterlag Gerard jedoch gegen seinen republikanischen Mitbewerber.
1917 kehrte Gerard anlässlich des amerikanischen Eintritts in den Weltkrieg in die Staaten zurück.
Die George H. Doran Company of New York City veröffentlichte zwei Erinnerungsbücher, in denen er über seine Erfahrungen in Deutschland berichtet: „My Four Years in Germany“ (1917) und „Face to Face with Kaiserism“ (1918).